# Anemia incisa
Anemia incisa är en ormbunkeart som beskrevs av Heinrich Adolph Schrader. Anemia incisa ingår i släktet Anemia och familjen Anemiaceae. Inga underarter finns listade.